# Días salvajes
Días salvajes (chino: 阿飞正传 pinyin: Āfēi Zhèngzhuàn) es una película dramática de Hong Kong de 1990 dirigida por Wong Kar-wai. La película está protagonizada por algunos de los actores y actrices más conocidos de Hong Kong, entre ellos Leslie Cheung, Andy Lau, Maggie Cheung, Carina Lau, Jacky Cheung y Tony Leung. Días salvajes también marca la primera colaboración entre Wong y el director de fotografía Christopher Doyle, con quien desde entonces ha realizado seis películas más.
La película forma la primera parte de una trilogía informal, junto con Fa yeung nin wa (estrenada en 2000),  2046 (estrenada en 2004) y Blossoms (2020).

## Argumento
La película se desarrolla en Hong Kong y las Filipinas durante los años 1960. Yuddy (Leslie Cheung), es un mujeriego que vive en Hong Kong y es muy conocido por robarse el corazón de las chicas sólo para luego abandonarlas. Su primera amante en la película es Li-zhen (Maggie Cheung), quien sufre gran daño emocional y mental como resultado de la actitud caprichosa de Yuddy. Li-zhen finalmente busca consuelo con un simpático policía llamado Tide (Andy Lau). Su casi romance se insinúa a menudo, pero nunca se materializa.
El próximo romance de Yuddy es con una vivaz bailarina de cabaret cuyo nombre artístico es Mimi (Carina Lau). Mimi también es amada por el mejor amigo de Yuddy, Zeb (Jacky Cheung). Como era de esperarse, Yuddy también la abandona y comienza un período de autodestrucción. Yuddy inicia relaciones románticas pero se niega a comprometerse con la relación y no está dispuesto a hacer concesiones. Él está en conflicto acerca de sus sentimientos sobre su madre adoptiva y su madre biológica, de realidades muy distintas.

## Elenco

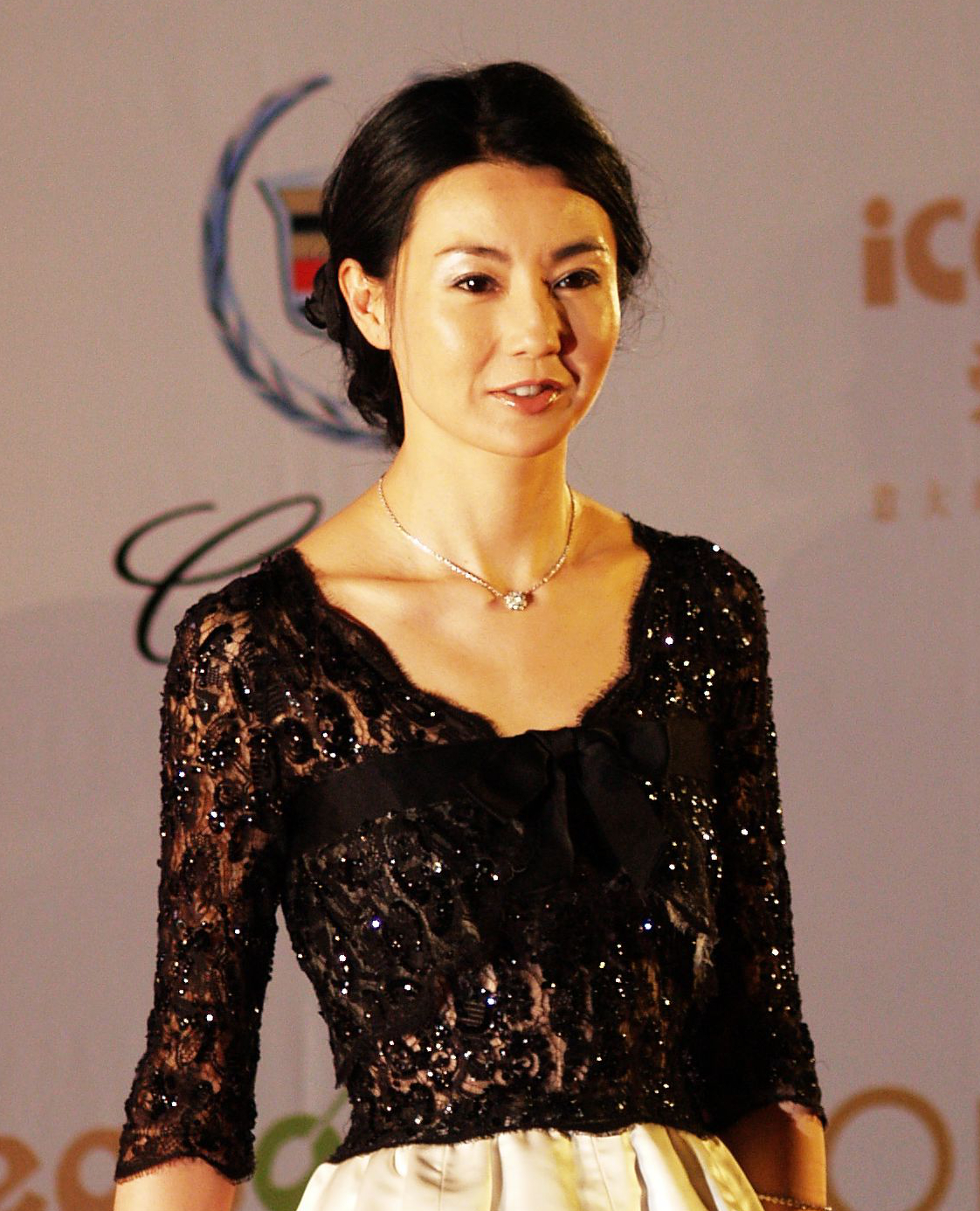
Actriz Maggie Cheung.

- Leslie Cheung como Yuddy (旭仔  Yūkjái )[3]
- Andy Lau como Tide (超仔  Chīujái ), un policía, que se convierte en amigo y confidente de Su Li-zhen.
- Maggie Cheung como Su Lizhen (苏丽珍  Sōu Laih-jān ), que creció en Macao y es la exnovia de Yuddy.
- Carina Lau como Leung Fung-ying, Mimi / Lulu, la novia de Yuddy.
- Rebecca Pan como Rebecca, una exprostituta que cría a Yuddy, tiene una relación de amor y odio con Yuddy, porque se niega a revelar la identidad de la madre biológica de Yuddy.
- Jacky Cheung como Zeb (歪仔  Wāaijái ), amigo de Yuddy desde la infancia; Yuddy solía vivir por encima del garaje de la familia Zeb cuando era niño.
- Danilo Antunes como amante de Rebecca.
- Hung Mei-mei como sirvienta.
- Ling Ling-hung como enfermera.
- Tita Muñoz como la madre de Yuddy.
- Alicia Alonzo como ama de llaves.
- Elena Lim So, como directora del hotel.
- Maritoni Fernandez como mucama de hotel.
- Angela Ponos como prostituta.
- Nonong Talbo como director de trenes.
- Tony Leung como jugador.

## Recaudación
Días salvajes recaudó HK$ 9 751 942 durante su exhibición en Hong Kong, un número que se convertiría en el típico de una película de Wong Kar Wai. Con un elenco lleno de estrellas, esta figura fue considerada una decepción. Aun así, la película fue lo suficientemente exitosa como para merecer una parodia (The Days of Being Dumb, que también contó con la participación de Tony Leung), y actualmente encabeza las listas de las mejores producciones locales de los críticos de Hong Kong.

## Recepción

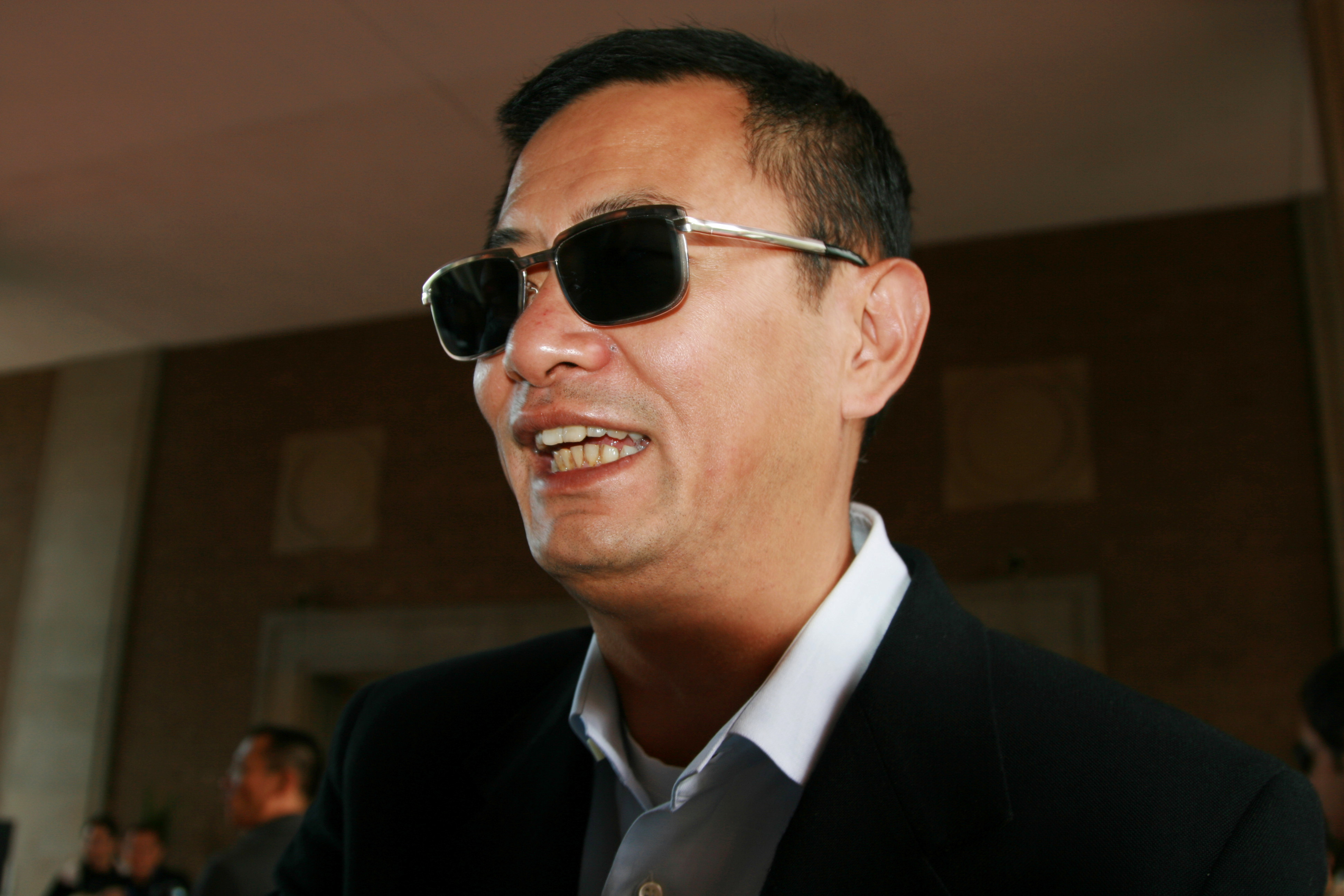
Director Wong Kar-wai.

Días salvajes tuvo una recepción extremadamente positiva con una calificación de aprobación del 90% en Rotten Tomatoes y 96/100 en Metacritic.
El crítico Geoff Pevere, escribiendo para el Toronto Star señaló sobre el film que «no hace falta decir que es una visita obligada para Wongholicos, Days of Being Wild es también un excelente punto de entrada para las personas que aún no han se han contagiado de una de las manías cinematográficas más exóticas y adictivas».
Carla Meyer, colaboradora del San Francisco Chronicle, dijo sobre la película «Cada toma es perfectamente compuesta y convincente, con luces y sombras manipuladas al máximo efecto».